# 上地安昭
上地 安昭（うえち やすあき、1940年11月3日 - 2018年5月14日）は、日本の心理学者・カウンセラー。兵庫教育大学名誉教授。

## 略歴
沖縄県国頭郡宜野座村出身、大阪府大阪市生まれ。1963年琉球大学法文学部心理学科卒、1969年広島大学大学院教育学研究科博士後期課程単位取得退学、1986年「青年期心理療法の技法論的研究 時間制限心理療法の理論と技法を中心に」で広島大学教育学博士。
1969年広島大学教育学部助手。1981年同保健管理センター助教授。1988年兵庫教育大学教授となり、2006年定年退官、名誉教授、武庫川女子大学教授。
臨床心理士、認定カウンセラー、認定スーパーバイザーの資格を有し、大学カウンセラー、医療カウンセラー、スクールカウンセラーとして40数年間、カウンセリング実践に携わる。2017年 日本カウンセリング学会賞を受賞。没後叙正四位、瑞宝中綬章追贈。

## 著書
- 『時間制限心理療法の理論と実際』金剛出版 1984
- 『学校教師のカウンセリング基本訓練 先生と生徒のコミュニケーション入門 演習+実習訓練付き』北大路書房 1990
- 『時間制限カウンセリング エビデンスにもとづく短期統合的アプローチ』金子書房 2014
- 『カウンセリングを受けたいと思ったらQ&A』創元社 2015

### 共編著
- 『学校の時間制限カウンセリング』編著 ナカニシヤ出版 2001
- 『教師のための学校危機対応実践マニュアル』編著 金子書房 2003
- 『「叱る」生徒指導 カウンセリングを活かす あなたは生徒をうまく「叱れ」ますか?』西山和孝共編著 学事出版 2003
- 『教師カウンセラー 教育に活かすカウンセリングの理論と実践』編著 金子書房 2005
- 『「学校の危機管理」研修』 (教職研修総合特集. 学校の研修ガイドブック）編 教育開発研究所 2005
- 『教師カウンセラー・実践ハンドブック 教育実践活動に役立つカウンセリングマインドとスキル』編著 金子書房 2010
- 『イラスト版教師のためのすぐに使えるカウンセリングスキル 子どもを理解し発達を支援する指導のポイント』編著, 古谷雄作著 合同出版 2014
- 『イラスト版クラスの困った!を解決する44のグループワーク 場面別子どもが変わる学級カウンセリング』編著, 古谷雄作著 合同出版 2016

### 翻訳
- ジェームス・マン『時間制限心理療法』誠信書房 1980
- ゲイル・D.ピッチャー, スコット・ポランド『学校の危機介入』中野真寿美共訳 金剛出版 2000
- アルヴィン E.ハウス『学校で役立つDSM-4 :DSM-4-TR対応最新版』監訳, 宮野素子訳 誠信書房 2003
- ジェラルド・アマダ『心理療法ガイドブック』監訳, 亀田佐知子訳 誠信書房 2012